# Edy Hubacher
Eduard « Edy » Hubacher, né le 15 avril 1940 à Berne, est un athlète et bobeur suisse notamment champion olympique de bob à quatre en 1972.

## Biographie
Dans les années 1960, Edy Hubacher pratique le lancer du poids et du disque ainsi que le décathlon. Aux Jeux olympiques d'été de 1968, organisés à Mexico, il termine 15e au lancer du poids et 25e au lancer du disque. Le 5 octobre 1969 à Berne, il bat le record du lancer du poids pendant un décathlon avec un score de 19,17 mètres. Il détiendra toujours ce record en 2022. Il réalise les meilleures performances de sa carrière en 1970 avec 19,34 mètres au lancer du poids et 56,78 mètres au lancer du disque. Il remporte en tout 16 titres de champion suisse en lancer du poids et du disque, en pentathlon et en décathlon.
Edy Hubacher commence ensuite le bobsleigh. Aux Jeux olympiques d'hiver de 1972, organisés à Sapporo au Japon, il est champion olympique de bob à quatre avec Werner Camichel et Hans Leutenegger dans le bob piloté par Jean Wicki et médaillé de bronze en bob à deux, également avec Jean Wicki.

## Palmarès

### Jeux Olympiques
- : médaillé d'or en bob à 4 aux JO 1972.
- : médaillé de bronze en bob à 2 aux JO 1972.